# Innrieyrar
Innrieyrar är en kulle i republiken Island. Den ligger i regionen Suðurland, 180 km öster om huvudstaden Reykjavík. 
Trakten runt Innrieyrar är nära nog obefolkad, med mindre än två invånare per kvadratkilometer. Det finns inga samhällen i närheten. Trakten runt Innrieyrar består i huvudsak av gräsmarker.